# 中国科学院
中国科学院（ちゅうごくかがくいん、簡: 中国科学院、英: Chinese Academy of Sciences）は、中華人民共和国におけるハイテク総合研究と自然科学の最高研究機関であり、国務院の直属事業単位である。設立は中華人民共和国設立からちょうど1か月後の1949年11月1日である。数多くの国家重点実験室も持っている。

## 概要
中国科学院の実質的な前身は、中央研究院と北平研究院である。中央研究院は中華民国および国民政府の台湾移転に伴って台北市へ移転し、そこで再建された。一方、北京では中華人民共和国の建国後、残った施設や人員によって中国科学院が創設された。創設当時は中央研究院と同様、人文・社会科学に関する研究所も同院に存在した。1955年に学部が成立し、中国科学技術の最高諮問機関となっている。現在、数学物理、化学、生命科学・医学、地学、情報技術科学、技術科学学部の6学部がある。
1977年に中国社会科学院が創設され、人文・社会科学の研究所はそちらへ移管された。また、1994年には中国工程院 (The Chinese Academy of Engineering) が設立され、中国科学院と共に「両院」と呼ばれている。
北京や上海など12都市に分院があり、研究所、国家重点研究室、新聞発行機関、国家授時センター（標準電波局）を所有する。中国科学技術大学や中国科学院大学は、同科学院に隷属する大学である。
世界最大の科学研究機関とされ、『ネイチャー』のランキングでもたびたび世界トップにランクしている。
卓越した学術業績を有し、中国の科学技術の発展に重要な貢献を行った者が「院士」に選出される。中国籍を持たない者は外籍院士として選出される。

## 歴代院長
1. 郭沫若（1949年10月 - 1978年6月）
2. 方毅（1979年7月 - 1981年5月）
3. 盧嘉錫（1981年5月 - 1987年1月）
4. 周光召（1987年1月 - 1997年7月）
5. 路甬祥（1997年7月 - 2011年3月）
6. 白春礼（2011年3月 - ）

## 著名な教員
- 佐々木力（科学史、2012年 - ）
- 𡈽山明（鉱物学、2019年 - ）

## 出身者
- 北村義浩 - 医師、東京医科大学・特任教授、元厚生労働省 国立感染症研究所・厚生労働技官